# عنکبوت باغی اروپایی
عنکبوت باغی اروپایی (نام علمی: Araneus diadematus) نام یک گونه از تیره عنکبوت‌های گردباف است که در اروپا و شمال امریکا زیست می‌کند.